# Karl-Heinz Schmidt (Hockeyspieler)
Karl-Heinz „Zam“ Schmidt (* 24. April 1928 in Mülheim an der Ruhr; † 8. November 1999 in Günzburg) war ein deutscher Hockeyspieler. Er gewann 1956 eine olympische Bronzemedaille.
Als Torwart der deutschen Hockeynationalmannschaft nahm „Zam“ Schmidt sowohl an den Olympischen Spielen 1952 in Helsinki als auch an den Olympischen Spielen 1956 in Melbourne teil. Insgesamt wirkte er in 16 Länderspielen mit. Mit seinem Heimatverein HTC Uhlenhorst Mülheim wurde er 1950, 1954, 1955, 1957, 1958 und 1960 Deutscher Meister im Feldhockey. Sein Spitzname „Zam“ geht auf den spanischen Fußballtorwart Ricardo Zamora zurück, der in den 1920er und 1930er Jahren als einer der weltbesten Torhüter galt.